# Градачаць (громада)
Градачаць (хорв. і босн. Opština Gradačac, серб. Општина Градачац) — боснійська громада, розташована в Тузланському кантоні Федерації Боснії і Герцеговини. Адміністративним центром є місто Градачаць.
| Боснія і Герцеговина | Це незавершена стаття з географії Боснії і Герцеговини. Ви можете допомогти проєкту, виправивши або дописавши її. |